# Romnalda grallata
Romnalda grallata là một loài thực vật có hoa trong họ Măng tây. Loài này được R.J.F.Hend. miêu tả khoa học đầu tiên năm 1982.